# Інгрид Медрано
Інгрид Хіомара Медрано Селлар (ісп. Ingrid Xiomara Medrano Cuellar; нар. 6 липня 1979) — сальвадорська борчиня вільного стилю, срібна та чотириразова бронзова призерка Панамериканських чемпіонатів, срібна призерка Панамериканських ігор, учасниця Олімпійських ігор.

## Життєпис
Боротьбою почала займатися з 1998 року.
Тренер — Алонсо Сілан Морільйо.

## Спортивні результати на міжнародних змаганнях

### Виступи на Олімпіадах
| Змагання                    | Збірна    | Вагова категорія          | Місце |
| --------------------------- | --------- | ------------------------- | ----- |
| Літні Олімпійські ігри 2008 | Сальвадор | жіноча боротьба, до 48 кг | 9     |

### Виступи на Чемпіонатах світу
| Змагання                        | Збірна    | Вагова категорія          | Місце |
| ------------------------------- | --------- | ------------------------- | ----- |
| Чемпіонат світу з боротьби 2000 | Сальвадор | жіноча боротьба, до 46 кг | 11    |
| Чемпіонат світу з боротьби 2007 | Сальвадор | жіноча боротьба, до 48 кг | 20    |
| Чемпіонат світу з боротьби 2010 | Сальвадор | жіноча боротьба, до 48 кг | 21    |
| Чемпіонат світу з боротьби 2011 | Сальвадор | жіноча боротьба, до 48 кг | 29    |

### Виступи на Панамериканських чемпіонатах
| Змагання                                   | Збірна    | Вагова категорія          | Місце  |
| ------------------------------------------ | --------- | ------------------------- | ------ |
| Панамериканський чемпіонат з боротьби 2000 | Сальвадор | жіноча боротьба, до 46 кг | Бронза |
| Панамериканський чемпіонат з боротьби 2001 | Сальвадор | жіноча боротьба, до 46 кг | Бронза |
| Панамериканський чемпіонат з боротьби 2002 | Сальвадор | жіноча боротьба, до 48 кг | 6      |
| Панамериканський чемпіонат з боротьби 2007 | Сальвадор | жіноча боротьба, до 48 кг | Бронза |
| Панамериканський чемпіонат з боротьби 2008 | Сальвадор | жіноча боротьба, до 48 кг | Срібло |
| Панамериканський чемпіонат з боротьби 2009 | Сальвадор | жіноча боротьба, до 48 кг | Бронза |
| Панамериканський чемпіонат з боротьби 2011 | Сальвадор | жіноча боротьба, до 48 кг | 5      |

### Виступи на Панамериканських іграх
| Змагання                  | Збірна    | Вагова категорія          | Місце  |
| ------------------------- | --------- | ------------------------- | ------ |
| Панамериканські ігри 2007 | Сальвадор | жіноча боротьба, до 48 кг | Срібло |
| Панамериканські ігри 2011 | Сальвадор | жіноча боротьба, до 48 кг | 9      |

### Виступи на інших змаганнях
| Змагання                                               | Збірна    | Вагова категорія          | Місце |
| ------------------------------------------------------ | --------- | ------------------------- | ----- |
| Центральноамериканські і Карибські ігри 2010 (Маягуес) | Сальвадор | жіноча боротьба, до 48 кг | 5     |
| Чемпіонат світу з боротьби серед студентів 2002        | Сальвадор | жіноча боротьба, до 48 кг | 6     |